# Mano Dayak
 (janvier 2017).
Si vous disposez d'ouvrages ou d'articles de référence ou si vous connaissez des sites web de qualité traitant du thème abordé ici, merci de compléter l'article en donnant les références utiles à sa vérifiabilité et en les liant à la section « Notes et références ».
Mano Dayak (1949 ou 1950 - 15 décembre 1995) est une personnalité touarègue du Niger, l'un des chefs de la rébellion des années 1990.

## Biographie
Il est né dans la vallée de Tidene, au nord d'Agadez et appartient à la tribu des Ifoghas de l'Aïr. À l'âge de 10 ans, il suit avec réticence les cours de l'école française nomade d'Azzel, forcé par l'administration coloniale française. Mais il prend goût aux études et poursuit son cursus scolaire au collège d'Agadez avant de partir travailler à Niamey.
À 20 ans, il part aux États-Unis où il poursuit ses études (Bac et études supérieures) entre New York et Indianapolis, tout en travaillant. En 1973, il part à Paris, et s’inscrit dans la section de l’École pratique des hautes études technologiques en anthropologie culturelle et sociale du monde berbère. Il s'y marie avec une française, Odile, et ils ont eu ensuite deux fils : Mawli (ou Maoli) et Madani.
De retour au Niger, il devient guide dans le désert, salarié d'une agence de voyages française. Puis il fonde sa propre agence de tourisme Temet Voyages, qui devient la plus importante d'Agadez. Il a ainsi contribué efficacement à l'essor du tourisme dans la région. Il a également participé à l'organisation du rallye Paris-Dakar, devenant proche de Thierry Sabine et à l'organisation de films tels que Un thé au Sahara de Bernardo Bertolucci.
En 1991, Mano Dayak fonde le Front de libération Temoust (FLT), scission du Front de libération de l'Aïr et de l'Azawagh (FLAA) puis réussit à unifier les différents fronts en une Coordination de la résistance armée (CRA). Il est l'un des principaux chefs de la rébellion touarègue des années 1990, au même titre que Attaher Abdoulmomin, chef du Front de libération du Nord Niger, Rhissa Ag Boula et Mohamed Anako de l'Union des forces de la résistance armée (UFRA).
Le dialogue se renoue progressivement jusqu’à la signature des accords de Ouagadougou, signés en janvier 1995 par le gouvernement nigérien et Mano Dayak, représentant la Coordination de la résistance armée (CRA), qui regroupe l'ensemble des organisations touarègues. Toutefois, les retards dans l'application des accords, provoqués à la fois par les réticences de la rébellion au désarmement et par la désorganisation de l'Etat nigérien, entraînent une rupture entre l'Organisation de la résistance armée (ORA) de Rhissa Ag Boula et Mano Dayak.
Le 15 décembre 1995, en vue de nouvelles négociations, il doit rencontrer le président nigérien Mahamane Ousmane et embarque dans un avion affrété par un chargé de mission du gouvernement français en compagnie d'un journaliste français, Hubert Lassier (ancien journaliste à Paris-Match et VSD, et l'un des «messieurs Afrique» des réseaux giscardiens), et deux autres chefs de la rébellion touarègue, Ahmed ag Khalou et Yahaha Willi Wil. Mais selon des témoins oculaires, juste après son décollage l'avion prend feu, explose, puis s'écrase. Tous ses passagers sont tués.
Une Commission internationale d’enquête (composée d'un représentant nigérien (Seydou Amadou), français (Jean-Paul de Villeneuve), burkinabé (Louis Bakienon) et d'un représentant de l'ASECNA) est très rapidement mise en place. L'affaire est d'autant plus sensible que Mano Dayak s'était peu de temps avant brouillé avec les gouvernements nigériens et français pour s'être démarqué des accords de Ouagadougou (il souhaitait que d'autres chefs rebelles signent l'accord, et pas uniquement Rhissa ag Boula, ce que le médiateur français avait finalement refusé). Les enquêteurs se sont rendus sur les lieux de l'accident, ont rencontré des témoins, commandé des expertises tant au Niger qu'en France. Les travaux de la Commission ont cependant confirmé la thèse de l’accident. Sont mis en avant comme causes probables de l’accident l’extrême petitesse de la piste qui ne permettait pas la moindre erreur, l’état technique de l’appareil (qui totalisait plus de 4.000 heures de vol) et la surcharge de l’avion, la masse au décollage de l’avion étant supérieure de 100 kg à la masse maximale autorisée. Comme l’écrit Seidik Abba, « il n’y a aucun fait probant (…) de nature à récuser les conclusions de l’enquête internationale. Le livre sur la thèse de l’élimination est donc à écrire ».

## Hommages
Cet accident tragique a contribué à forger sa légende, et il est aujourd'hui connu comme celui qui a rappelé au monde l'existence et la souffrance du peuple touareg. Son charisme lui a valu l'amitié et l'admiration de nombreuses personnalités telles que Bernardo Bertolucci et Jean-Marc Durou.
En 1996, un artisan touareg nommé Assaghid a créé en son honneur un bijou sur le modèle des croix des tribus du Niger, bijou qui reste le symbole de la rébellion.
L'aéroport d'Agadez s'appelle aujourd'hui aéroport international Mano-Dayak.
Tinariwen lui rend hommage dans une chanson portant son nom dans l'album « Aman Iman ».
CHANT FUNÈBRE POUR MANO DAYAK[style à revoir]
Tu n'es plus / Et mes larmes ne tariront plus / Ton sang, ton corps et tes os / Sont à jamais mêlés à ces sables que tu as / Tant aimés. / Es-tu mort au-dessus de CHIRIET aux dunes / dorées / Ou en amont de TAMGAK qui rime avec ta / lutte ? / Sont-ce les terres maternelles de TEMET qui / te retiennent / Qui te réclament pour l' ÉTERNITÉ ? / Le désert est FIDÈLE / Comme tu l'as porté à bout de bras, au / bout du monde / Le TENERE te porte désormais en son sein / Pour toujours ton ÂME aura la clarté de ses / dunes / Et ta MÉMOIRE la grandeur de ses montagnes / Ta mère est en deuil, et tu es le Fils de / toutes les mères /  Ton père est en deuil, et tu es le Fils de tous / les pères / Ton frère est en deuil, et tu es le Frère  de /  TOUS les HOMMES,
GRAND GUIDE
Rhissa Rhossey  «Jour et Nuit, Sable et Sang, poèmes sahariens»

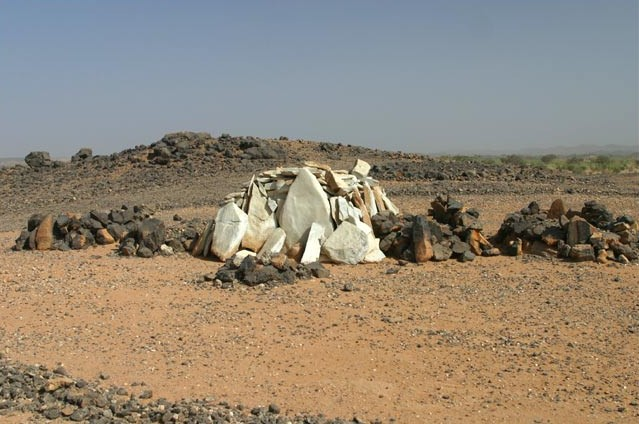
Tombe de Mano Dayak près de Tidene, au sud de l'Aïr
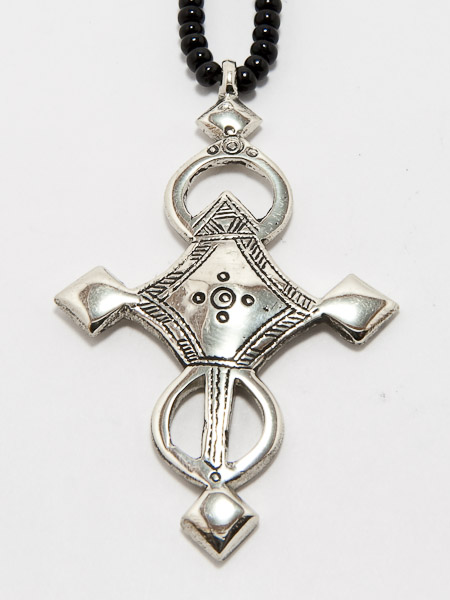
Croix touarègue Mano Dayak